# 安大略420號省道
安大略420號省道（英語：Ontario Highway 420），正式名稱為國王420號公路（King's Highway 420），又稱尼亞加拉退伍軍人紀念公路（Niagara Veterans Memorial Highway），是加拿大安大略省一條東西向400系列高速公路，全程位於尼亞加拉區尼亞加拉瀑布城市界之内，西起尼亞加拉區98號區道，與伊利沙伯皇后道（QEW）交匯後往東延至尼亞加拉區102號區道。420號公路過去曾一直往東伸延至尼亞加拉河畔，並經彩虹橋橫越美加邊境通往美國紐約州尼亞加拉瀑布城，但此路段的省道資格於1998年取消，並下放予尼亞加拉區政府管轄，現時編號為尼亞加拉區420號區道。

## 走線

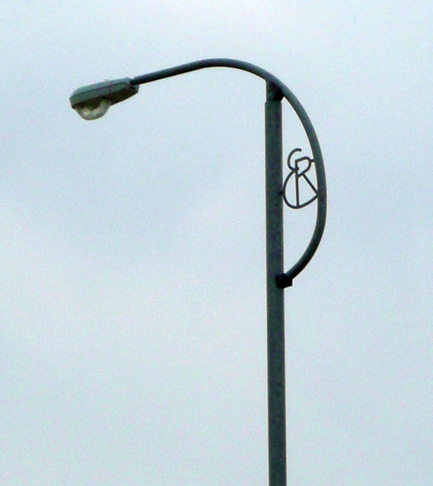
420號公路旁一座鑄有“ER”字樣的燈柱，以示該公路過去曾屬伊利沙伯皇后道的一部分

420號公路全長3.3（2.1英里），為安大略省最短的400系列公路。公路在西端以交通燈與蒙特羅斯道（Montrose Road，即尼亞加拉區98號區道）平交，自此以來回四線行車格局往東伸延至與伊利沙伯皇后道（QEW）的交匯處。此交匯處設有兩座行車天橋，其中一座為來回四線行車，420號公路西行線往QEW多倫多方向及QEW伊利堡方向往420號公路東行線的交通皆駛經此天橋；另一座則設兩條行車線，供420號公路西行線往QEW伊利堡方向的交通行駛。
420號公路與QEW交匯後，隨即跨越奇皮瓦水電運河（Chippewa Power Canal）並與多徹斯特道（Dorchester Road）交匯。此交匯處前身為一座迴旋處，到1970年代初則改建為現有的立交格局。公路與德勒蒙道（Drummond Road）交匯後從底部穿越波塔奇道（Portage Road），之後開始擴濶再與史丹利大道（Stanley Avenue，即尼亞加拉區102號區道）以交通燈平交，而420號省道亦在此告終。在此平交路口以東的路段為尼亞加拉區420號區道，又稱瀑布大道（Falls Avenue）。
420號區道自此繼續往東伸延，與麥當努大道（MacDonald Avenue）平交後再從底部穿越域多利大道（Victoria Avenue）並與該道路立交。420號區道之後沿斜坡落下，在斜坡底部通往彩虹橋的邊檢關卡，而420號區道編號亦在此告終。瀑布大道則繼續往西南伸延至尼亞加拉瀑布城旅遊區的心臟地帶。此路段過去屬於420號省道的一部分；雖然其省道資格被取消，省府仍協助地方政府維護此路段。
德勒蒙道以東的一段420號公路沿途豎立鑄有“ER”字樣（代表拉丁語，即伊利沙伯皇后）的燈柱，以示該公路過去曾屬伊利沙伯皇后道的一部分。

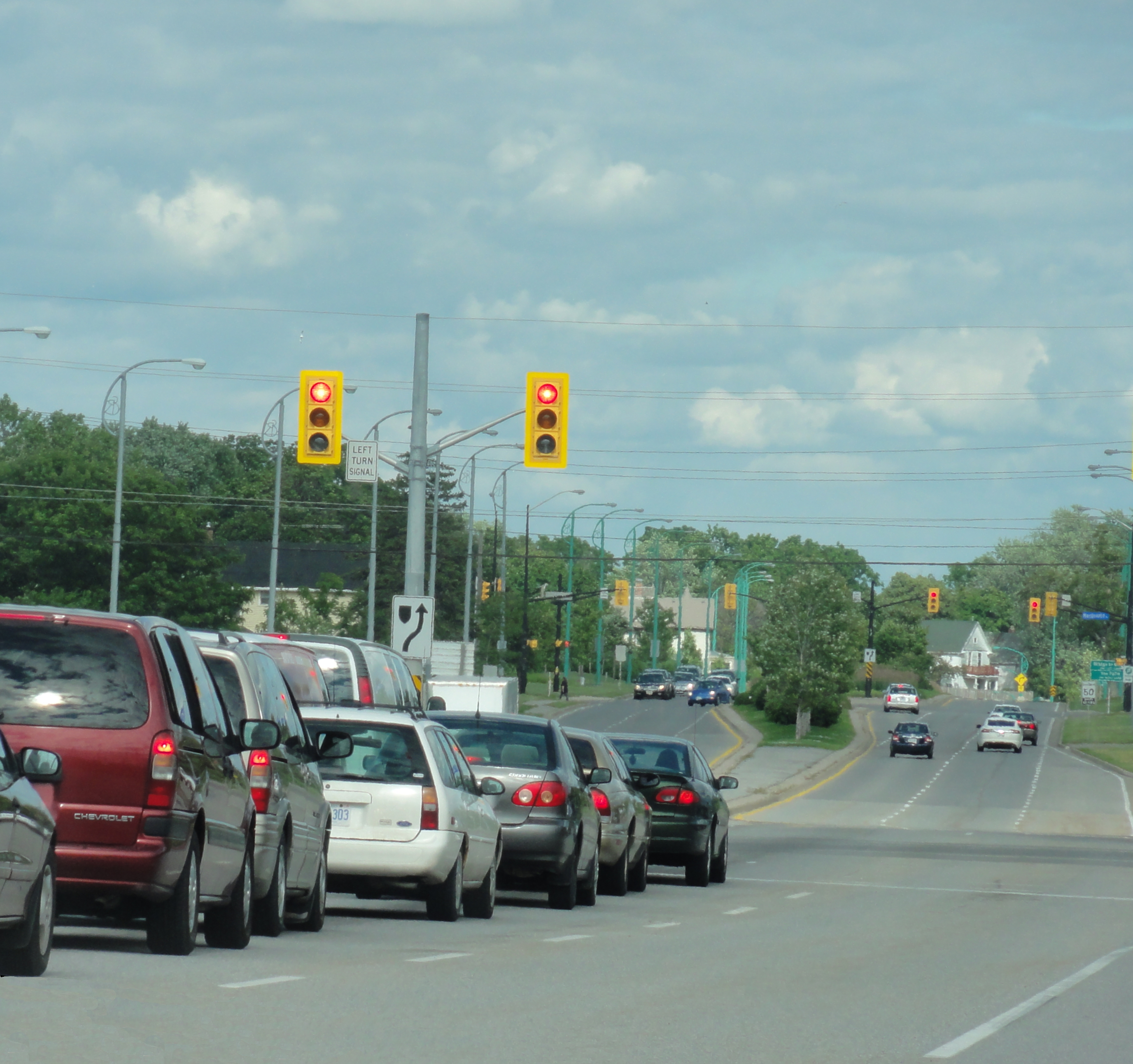
420號省道的東端，遠處為420號區道

## 歷史

### 彩虹橋連接路

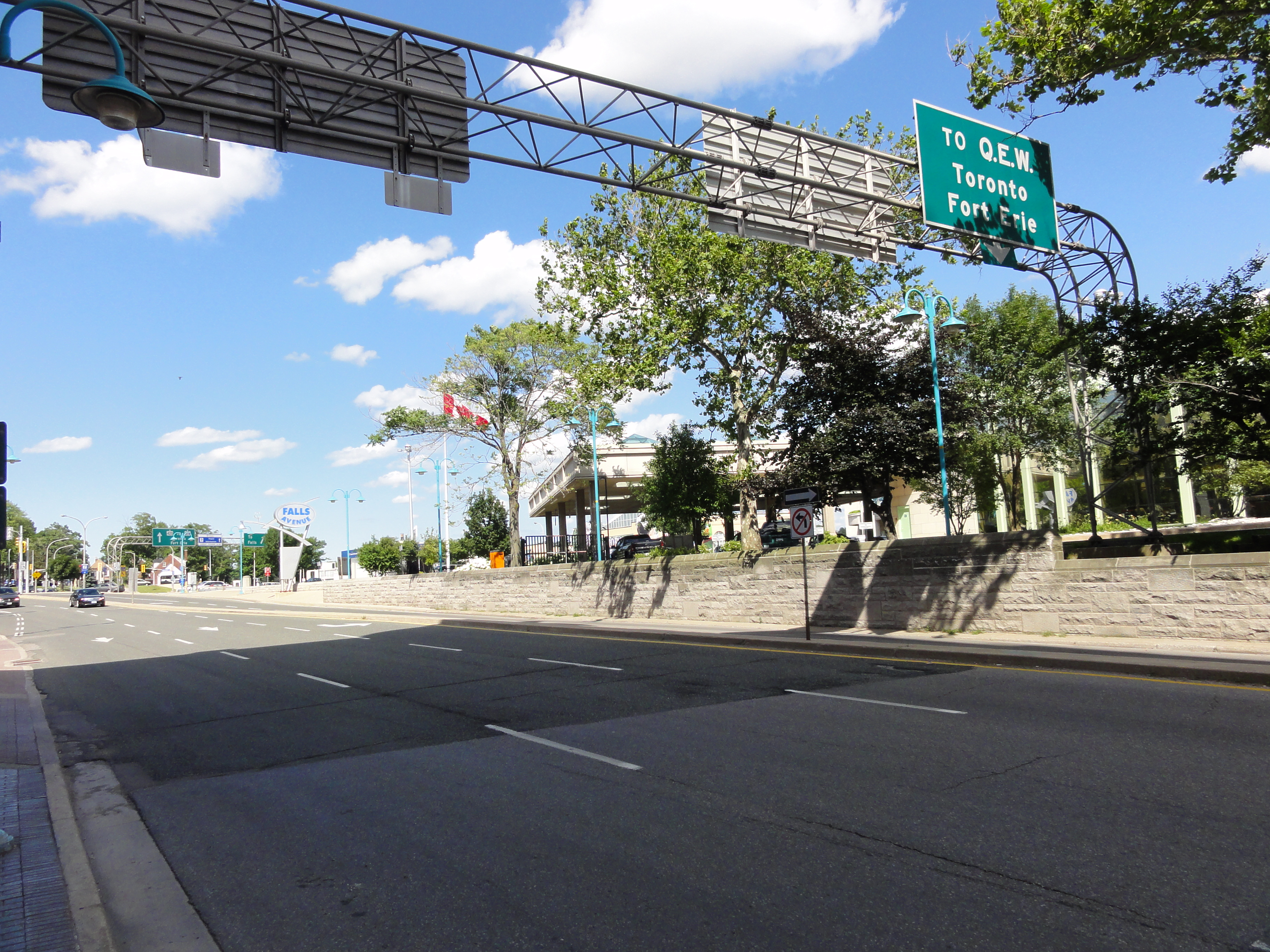
420號區道的東端

420號公路與橫跨尼亞加拉河，連接兩座尼亞加拉瀑布城的橋樑淵源甚廣。首座連接兩岸的橋樑為蜜月大橋，於1898年建造，全長255（837英尺），濶14（46英尺），離尼亞加拉河河面高58（190英尺）。1938年1月27日，大橋因河上冰暴而倒塌。事後大橋的東主國際鐵路公司（International Railway Company）和時任安大略省公路廳長麥奎斯頓（Thomas Baker McQuesten）皆宣佈有意興建新橋，觸發美加邊境上的橋樑應該由私人公司或政府持有的爭議。尼亞加拉瀑布橋樑管理局（Niagara Falls Bridge Commission）最終同意斥資61萬5千元向國際鐵路公司購買舊橋走線的業權以及興建新橋的權力。
國王喬治六世及王后伊麗莎白·鮑斯-萊昂（即伊利沙伯二世的母親）於1939年6月7日訪加期間到尼亞加拉瀑布參觀，並為新橋進行奠基儀式。項目動土儀式則於1940年5月16日舉行，但新橋工程於同月4日已告展開。新橋位於舊橋下游約167（548英尺）；由於該處的尼亞加拉河峽較為寬闊，新橋亦較舊橋長，長度達288（945英尺）。
與此同時，連接多倫多和伊利堡的伊利沙伯皇后道（QEW）工程亦已展開，為加拿大首條市際雙程分隔行車道路。然而，隨著第二次世界大戰於1939年9月展開，資金改作軍事用途，而尼亞加拉瀑布城以南的QEW路段工程亦告擱置。QEW於1940年8月23日開通至該市的倫迪里（Lundy's Lane）。縱使二戰進行當中，當局仍動工興建一條道路連接新橋（已取名為彩虹橋）和QEW，但趕不及在新橋1941年11月1日通車前完工。連接路於1942年夏季完成，來回四線行車，在多徹斯特道和QEW皆以迴旋處平交。另一方面，介乎尼亞加拉瀑布城和伊利堡的QEW路段則由碎石鋪砌而成，於1941年夏季開通，並成為QEW的主線。連接QEW和彩虹橋的新建道路（即後來的420號公路）則冠以不同名稱，包括QEW延伸路段（Queen Elizabeth Way Extension）和彩虹橋連接路（Rainbow Bridge Approach）。

### 升格為高速公路
安省公路廳於1960年代中研究將彩虹橋連接路升格為高速公路的可行性，並從1966年起收購羅拔士街（Roberts Street）沿線物業。當局又於1971年動工將彩虹橋連接路與QEW和多徹斯特道之間的迴旋處改建成交匯處，同時移除QEW和倫迪里之間的交匯處；來往兩者之間的交通需改經QEW的蒙特羅斯道交匯處。1972年4月，省府正式將彩虹橋連接路編號為420號公路。
尼亞加拉瀑布城市政府於1998年發表市内交通研究報告，建議將羅拔士街改建為通往該市的門廊。安省政府於同期將大批省道下放予地方政府管理，而史丹利大道以東的420號公路亦被取消省道資格，並下放予尼亞加拉區政府管轄，成為420號區道。
420號省道於2010年9月23日獲名為尼亞加拉退伍軍人紀念公路（Niagara Veterans Memorial Highway）。另一方面，尼亞加拉區議會則於2012年1月31日通過將羅拔士街和紐曼山（Newman Hill）更名為瀑布大道的一部分，同年3月1日生效。

## 出口列表
下列為420號公路沿線的出入口，排序從西至東。此公路全線坐落尼亞加拉區境内，沿線出口不設編號。
| 城鎮           | 公里 | 目的地                                  | 附註                                               |
| -------------- | ---- | --------------------------------------- | -------------------------------------------------- |
| 尼亞加拉瀑布城 | 0.0  | 尼亞加拉98號區道 （蒙特羅斯道 / ）      | 平交路口；往西駁上屈臣街（Watson Street）                       |
| 尼亞加拉瀑布城 | 0.4  | 伊利沙伯皇后道 – 咸美頓、多倫多、伊利堡 |                                                    |
| 尼亞加拉瀑布城 | 1.1  | 多徹斯特道 /                            |                                                    |
| 尼亞加拉瀑布城 | 2.2  | 德拉蒙道 /                              |                                                    |
| 尼亞加拉瀑布城 | 3.3  | 尼亞加拉102號區道 （史丹利大道 / ）     | 平交路口；往東駁上尼亞加拉420號區道（瀑布大道 / ） |
| 尼亞加拉瀑布城 | 4.8  | 彩虹橋 - 美加邊境                       | 舊有東端終點                                       |

## 外部連結
- 420號公路走線（谷歌地圖）